# Bukit Makmur (Penarik)
Bukit Makmur is een bestuurslaag in het regentschap Muko-Muko van de provincie Bengkulu, Indonesië. Bukit Makmur telt 843 inwoners (volkstelling 2010).